# 단핵구

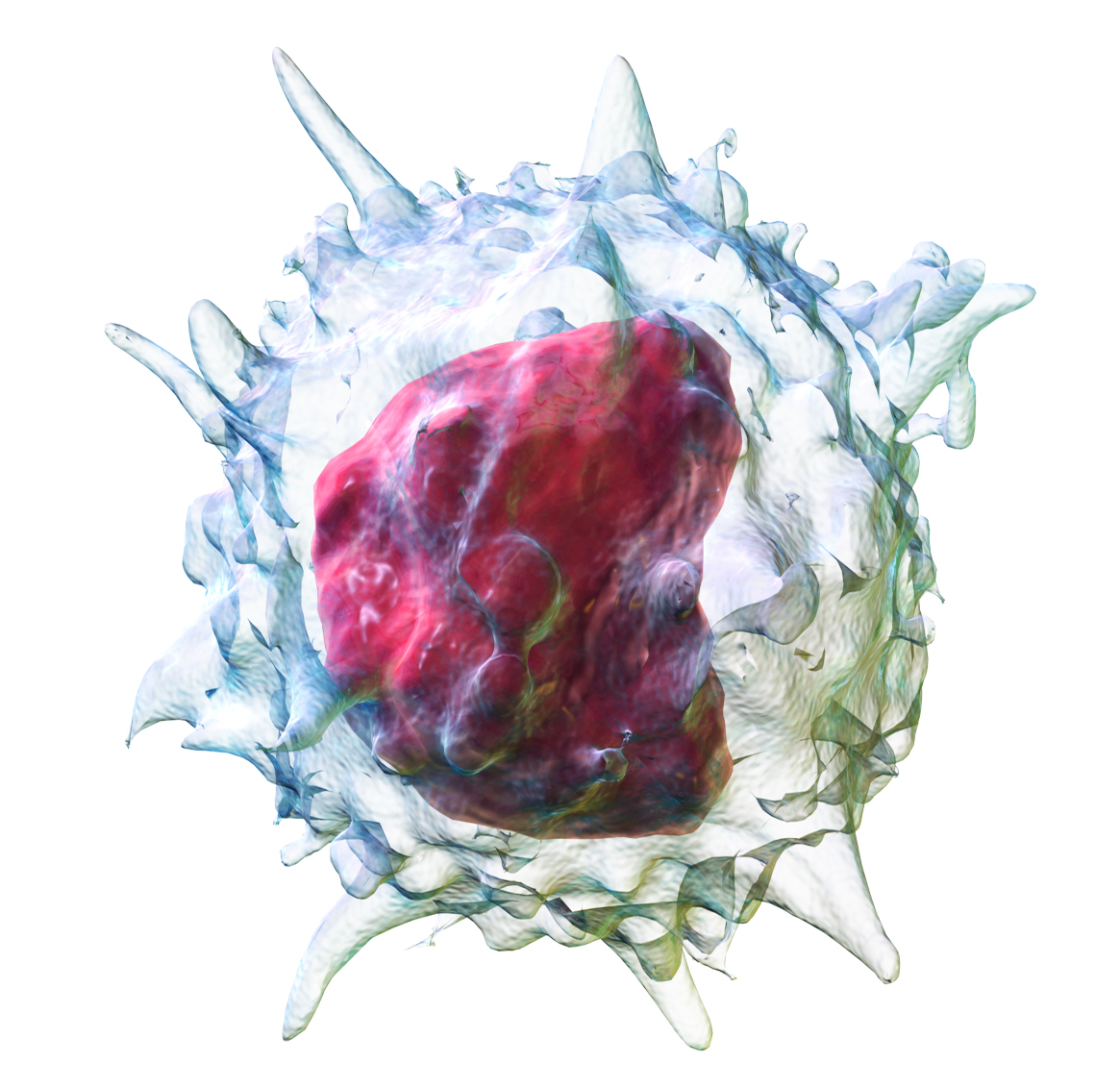
단핵구의 3차원 렌더링

단핵구(單核球, 영어: monocyte)는 혈액 내에 존재하는 식세포의 일종으로 대식세포나 수지상 세포로 분화할 수 있다. 통상 혈액 내 1% 미만을 차지하는 백혈구의 가장 큰 유형이다. 척추 동물의 선천 면역을 담당하면서도, 후천 면역 과정에도 영향을 끼친다. 인간 혈액에서 단핵구는 적어도 3개의 아종이 존재한다. 

## 구조
단핵구는 외관상 단세포 생물인 아메바 같은 형태를 띠고 있다. 과립화되지 않은 세포질을 가지고 있다. 따라서, 무과립구로 분류된다. 단핵구는 호기성 과립을 보호하는 단핵 백혈구의 유형 중 하나이다. 단핵구 핵의 전형적인 모양은 타원형이고, 말굽과 같은 형태를 띈다. 모양에 따라서 콩팥과 같은 모양을 띄고 있다. 단핵구는 인체의 모든 백혈구의 2~10%를 구성하며, 면역 기능에서 다양한 역할을 수행한다. 진행하는 역할은 다음과 같다. 
- 정상적인 조건(비 감염 환경)에서 대식세포의 양을 체크하고 부족하면 보충하는 역할
- 조직 감염 부위의 염증 신호에 반응하여 약 8-12시간 내에 이동
- 면역 반응에 영향을 끼치는 대식세포 또는 수지상 세포로 분화

성인의 경우 단핵구의 절반이 비장에 저장된다. 이 단핵구들은 적절한 조직으로 들어가서 대식세포로 변하고, 포말 세포로 변형될 수 있다.  

## 생성과정
단핵구는 조혈 줄기 세포와 구별되는 단분화 세포인 단모세포 전구체로부터 골수에 의해 생성된다. 단핵구는 혈류에서 약 1~3일 정도 순환한 다음 일반적으로 신체 전체의 조직으로 이동하여 대식세포와 수지상 세포로 분화된다. 단핵구는 혈액에서 가장 큰 소체이다.
혈류에서 다른 조직으로 이동하는 단핵구는 조직상주 대식세포 또는 수지상 세포로 분화한다. 대식세포는 이물질로부터 조직을 보호하는 역할을 한다. 아직 완전히 밝혀지지 않았지만, 심장과 뇌와 같은 중요한 기관의 형성에 관여하는 것으로 추정하고 있다. 크고 매끄러운 핵을 가지고 있다. 

## 같이 보기
- 일반 혈액 검사
- 림프구
- 식세포
- 사람 세포 유형 목록